# Ouled Ahmed Tammi
Ouled Ahmed Tammi (en bereber: ⵡⵍⴰⴷ ⴰⵃⵎⴻⴷ ⵜⵉⵎⵎⵉ; en árabe: أولاد أحمد تيمي‎; es un municipio de la provincia o vilayato de Adrar en Argelia. En agosto de 2011 tenía una población censada de 13 547 habitantes.
Se encuentra ubicado al suroeste del país, en el desierto del Sahara.